# Gottfried Schmuth
Gottfried Peter Franz Schmuth (* 29. Juni 1926 in Wien; † 28. August 2018 in Wien) war ein österreichischer Kieferorthopäde und Hochschullehrer.

## Leben
Gottfried Schmuth wurde 1926 in Wien als drittes Kind des Professors Dr. phil. Franz Schmuth und seiner Ehefrau Maria geb. Weigel geboren. Kurz nachdem er im Alter von 17 Jahren die Matura abgelegt hatte, wurde er zum Wehrdienst eingezogen. Nach zwei Jahren Kriegseinsatz erlitt er an der Ostfront eine Verwundung und begann schon 1944 das Studium der Medizin an der Universität Wien. 1949 wurde er zum Dr. med. univ. promoviert (Doktor der gesamten Medizin, ein Berufsdoktorat).
Ein Jahr später trat er in die Abteilung für Kieferorthopädie an der Wiener Städtischen Allgemeinen Poliklinik unter der Leitung von Arthur M. Schwarz ein. Parallel dazu studierte er Zahnheilkunde und schloss 1952 mit der zahnärztlichen Approbation ab. 1955 wechselte er an die damalige Medizinische Akademie in Düsseldorf zu Karl Häupl. Nach der zahnärztlichen Promotion zum Dr. med. dent. an der Universität Düsseldorf habilitierte er sich 1957, nach nur zwei Jahren, über das Thema „Muskeltätigkeit und Muskelwirkung in der Funktionskieferorthopädie“.
Von 1960 bis 1967 war er Leiter der Abteilung für Kieferorthopädie der Zahn-Universitätsklinik Köln (1963 apl. Prof). 1967 auf den neu eingerichteten Lehrstuhl für Kieferorthopädie an die Universität Bonn berufen, war er bis zu seiner Emeritierung 1992 Direktor der Poliklinik für Kieferorthopädie der Universitätszahnklinik Bonn. 1977/78 war er Dekan der Medizinischen Fakultät.
Über die Universität hinaus war Schmuth von 1981 bis 1987 Präsident der Deutschen Gesellschaft für Kieferorthopädie. 1982 wurde er Präsident der European Orthodontic Society. 1987 erhielt er die Hermann-Euler-Medaille der Deutschen Gesellschaft für Kieferorthopädie, deren Vorstand er jahrelang angehörte. 1998 hielt er die Sheldon Friel Memorial Lecture der European Orthodontic Society. Er war außerdem Ehrenmitglied mehrerer inner- und außereuropäischer kieferorthopädischer Fachgesellschaften.
Professor Schmuth zeichnete sich durch umfangreiche Forschungstätigkeit auf dem Gebiet der Funktionskieferorthopädie, der herausnehmbaren kieferorthopädischen Apparaturen und der Kephalometrie aus. Von ihm stammen mehr als 200 Publikationen und Buchbeiträge. Hervorzuheben ist seine Mitherausgeberschaft der mit Lorenz Hupfauf, Werner Ketterl und David Haunfelder 1969 begründeten, in drei Auflagen herausgegebenen und in alle Weltsprachen übersetzten mehrbändigen Edition Praxis der Zahnheilkunde. Sein in drei Auflagen erschienenes Lehrbuch „Kieferorthopädie – Grundzüge und Probleme“ war für viele Studierende grundlegend.

## Werke
- mit Lorenz Hupfauf, Werner Ketterl und David Haunfelder: Praxis der Zahnheilkunde, mehrere Teilbände und Auflagen. München: Urban & Fischer, 1969 ff.
- Kieferorthopädie : Grundzüge und Probleme. Stuttgart : Thieme, 1983 ff.